# Columna de Segimon
La columna de Segimon (en polonès: Kolumna Zygmunta), és un monument dels més famosos de Varsòvia. situat sobre la Plac Zamkowy (plaça del palau reial). El monument commemora el rei Segimon Vasa, que l'any 1596, havia traslladat la capital de Polònia de Cracòvia a Varsòvia.
De 22 metres d'alçada, la columna adornada amb quatre àguiles suporta l'estàtua del rei, vestit amb una cuirassa arcaica, portant una creu a una mà i brandant la seva espasa a l'altra.

## Història
Erigida a l'origen l'any 1644, la columna (abans en marbre vermell) és destruïda i l'estàtua en bronze greument deteriorada en la Insurrecció de Varsòvia l'u de setembre de 1944.
Després de la guerra, l'estàtua és reparada i l'any 1949, i instal·lada a alguns metres del lloc d'origen, sobre una nova columna de granit provinent de la mina de Strzegom. Els trossos trencats de la columna original són visibles al costat del palau reial.